# Castelpagano (castello)
Le rovine di Castel Pagano rientrano nel comune di Apricena da un punto di vista territoriale, ma il sito, da un punto di vista storico, condivide molti aspetti con la cittadina di San Marco in Lamis e in particolare con il convento di Stignano.
Ubicato su di uno sperone del Gargano a 545 metri di altitudine, a Sud-Ovest del promontorio del Gargano nel comune di Apricena, il castello, di cui rimangono poche rovine, faceva parte di un borgo la cui origine è incerta. La posizione elevata, ottima all'epoca per controllare il territorio sottostante, gli permette una vista stupenda verso il Gargano e i monti del Molise da una parte e su tutto il Tavoliere dall'altra.

## Storia
L'epoca della fondazione di questa rocca è incerta; si pensa possa essere antecedente persino alla costruzione di Apricena, quindi la seconda metà del IX secolo. Già fiorente nell'XI secolo sotto la signoria del normanno conte Enrico, passò poi da Rainulfo Drengot, duca di Aversa, a Ruggero, signore di Rignano, in seguito a una lunga e aspra guerra. Sebbene inespugnabile per la natura del luogo, nel 1137 il castello cadde nelle mani di Lotario III, sceso in Italia istigato da Papa Innocenzo II e dai principi spodestati da Ruggero, con centinaia di vittime durante la battaglia per occupare Rignano e il feudo di Castelpagano. Nel 1177 il monastero di San Giovanni De Lama, attuale convento di San Matteo, insieme a quello di Santa Maria di Pulsano e ad altre terre, fu dato da Guglielmo II, come appannaggio, alla moglie, la regina Giovanna, figlia di Arrigo II, re d'Inghilterra. Il suo nome è presente anche su di un antico documento del 21 settembre 1231 narrante la storia del già citato Leonardo di Falco, mendicante cieco della zona, che fu sorpreso nel sonno dalla Vergine Maria che gli donò la vista e gli indicò un simulacro su di una grossa quercia, nelle cui vicinanze fu poi edificato il Santuario di Stignano.
Federico II di Svevia, residente nella vicina Apricena, lo restaurò adeguandolo per i suoi svaghi di caccia e vi installò una guarnigione di fidi Saraceni, da cui il nome, poiché i non cristiani venivano chiamati pagani. In seguito il borgo fu feudo di Manfredi, figlio di Federico II e fondatore di Manfredonia, e più tardi fu devoluto ai re per diritto regio. Nel 1496 Re Ferdinando lo donò al già citato Ettore Pappacoda di Napoli, che ridonò splendore a tutta la zona, facendo erigere anche il Santuario di Stignano nel 1515; estinta tale famiglia, tornò al regio demanio. Il 10 marzo 1580 Antonio Brancia, da cui prende il nome la località sottostante, lo comperò da Filippo II per 90 000 ducati. Nel 1732 fu dei Mormile, poi lo comperò Don Garzia di Toledo e da questi, nel 1768, il Principe Cattaneo di Sannicandro. Sicuramente fu soggetto a diversi terremoti, testimoniati da documenti nei quali è narrata la vicenda del 1627, quando Apricena e dintorni subirono enormi danni. 

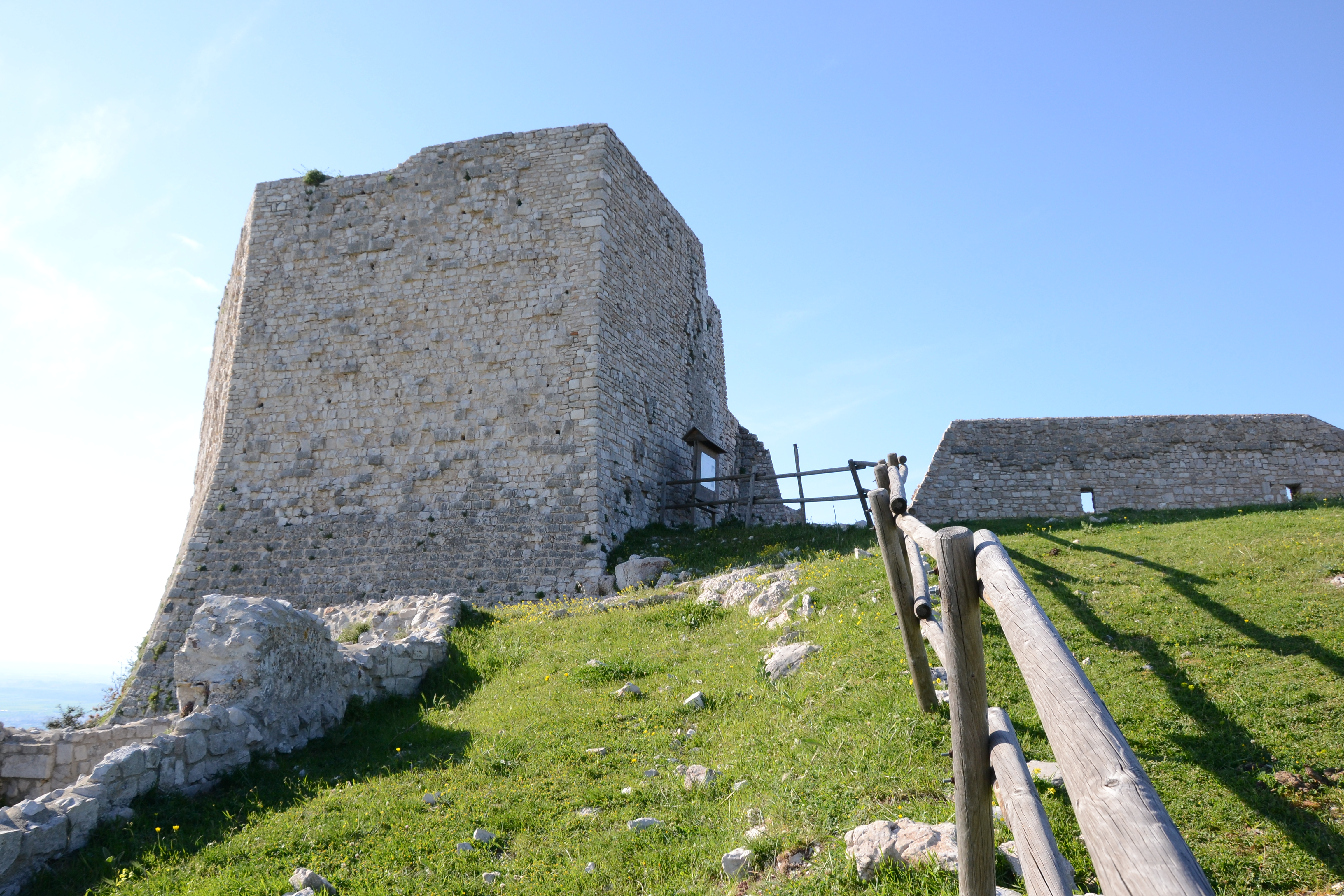
Torre maggiore

Il borgo fu abbandonato all'inizio del Seicento, gradualmente, per il trasferimento degli abitanti ad Apricena, probabilmente a causa della gran penuria d'acqua e in seguito il complesso fu soggetto allo sciacallaggio dei pastori locali che prelevarono le pietre della struttura per costruire i loro rifugi nella sottostante valle di Sant'Anna. Nei dintorni del castello vi sono innumerevoli anfratti e grotte, ricordiamo quella della Lia c.a. 200 m, rifugio di briganti nel XIV secolo. Nei dintorni sono stati trovati diversi reperti, alcuni anche antecedenti all'era medievale e nella ristrutturazione, sono stati rinvenuti resti umani quasi a testimoniare la presenza di un cimitero e di conseguenza a confermare la presenza del borgo, quasi certa, a causa del ritrovamento di un'ingente quantità di pozzi e cisterne necessarie alla vita in una zona così arida e priva di corsi d'acqua.
Alla storia molto spesso si lega la leggenda, e di leggende ve ne sono ben tre. La prima riguarda la già citata apparizione della Madonna al cieco nato, Leonardo Di Falco.
La seconda racconta di una fantastica battaglia tra il maligno e l'Arcangelo Michele che si tenne nella valle di Stignano. Naturalmente l'Arcangelo sconfisse il maligno che aveva preso le sembianze di un gigantesco serpente. Del maligno serpente restarono due ossa, successivamente portate al Santuario di Stignano.
La terza, invece, assume più l'aspetto di una storia fiabesca. Questa racconta di un principe saraceno di Castelpagano che si era innamorato di una principessa che viveva su un castello situato sul Monte della Donna. La famiglia della fanciulla, che non voleva dare in sposa la propria figlia ad un saraceno, per ovviare all'inconveniente matrimonio escogitò uno stratagemma: finché il principe non avesse costruito un ponte fatto con pelli di animale che congiungesse il monte della Donna sino a Castelpagano non avrebbe avuto in sposa la fanciulla. Il principe si prodigò molto al fine di costruire il fatidico ponte, ma ossessionato dall'enormità dell'opera impazzì. Tutto ciò, non ha nulla di fondato, anche se vi sono alcuni riscontri storici. Uno dei tanti è il fatto che nella zona ci fu davvero l'influenza dei saraceni, tanto che l'imperatore Federico II che militava in quelle zone aveva un corpo di guardia esclusivamente saracena. Invece il fatto più assurdo è che, come sappiamo, sul monte della Donna non vi è alcun castello, ma la leggenda ha un fondo di verità. Prima del monte vi è una piana rialzata chiamata Volta Pianezza dove apparentemente non si scorge nulla, ma invece su quel ripiano sorgeva una torre di avvistamento semicircolare ormai diroccata, di cui si scorge solo il perimetro murario.

## Caratteristiche
Attualmente i ruderi consistono in un muro lungo una cinquantina di metri e alto non più di un metro e mezzo con due aperture che furono due porte dagli stipiti lavorati. Questo muro fa angolo a sinistra con un resto di fabbrica brevissimo, mentre a destra è unito con una torretta circolare che attualmente non supera i cinque metri. Da questa torre parte una muraglia continua lievemente scarpata a picco sulla valle sottostante. Un terzo muro chiude a sud il quadrilatero. In un angolo si erge la torre maggiore a cinque facce, alta sei o sette metri. Entro il quadrilatero si vedono tracce di muri, ma che non bastano a farci capire la struttura interna del castello.